# Honingmosterd

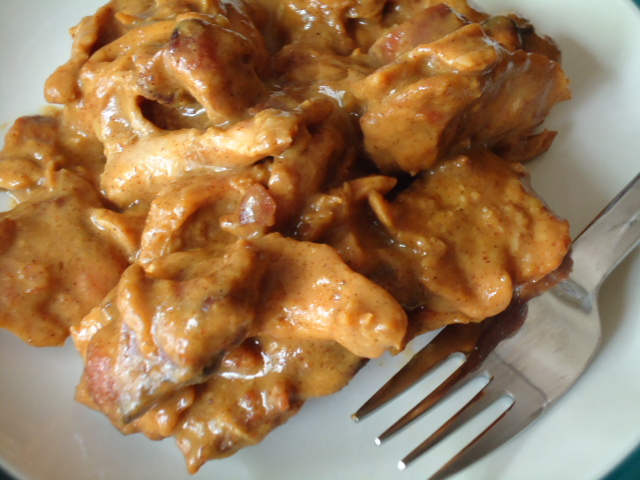
Kip met honingmosterd erop.

Honingmosterd is een mix die bestaat uit mosterd en honing.
Het wordt meestal gebruikt voor sandwiches of als een dipsaus voor frieten, kipvingers, uienringen en ander voedsel dat met de hand wordt opgegeten. Het kan gecombineerd worden met azijn of olijfolie om een dressing te maken. De meest klassieke honingmosterd is een mengeling van gelijke hoeveelheden honing en mosterd. De meeste soorten honingmosterd bevatten andere ingrediënten om de smaak en textuur te beïnvloeden. Combinaties van Engelse mosterd met honing of rietsuiker zijn populaire ingrediënten in de Britse keuken om lams- of varkenskoteletten te grillen. Paprika's en kruiden worden soms toegevoegd aan honingmosterd om een aparte, warme en kruidige smaak te geven.